# كاستلنوفو كالتشا
كاستلنوفو كالتشا (بالإيطالية: Castelnuovo Calcea)‏ هي بلدة وبلدية في مقاطعة أستي في إقليم بييمونتي في جنوب إيطاليا.

## السكان
في سنة 1861 بلغ عدد السكان 1٬665 نسمة، وتطور العدد ليصل في سنة 2011 لـ 765 نسمة.
يظهر هذا المخطط البياني تطور النمو السكاني لـ كاستلنوفو كالتشا